# Bojadła (gmina)
Pour les articles homonymes, voir Bojadła.
Bojadła est une gmina (commune) rurale (gmina wiejska) de la powiat de Zielona Góra, dans la Voïvodie de Lubusz, dans l'ouest de la Pologne.
Son siège administratif (chef-lieu) est le village de Bojadła, qui se situe environ 22 kilomètres au nord-est de Zielona Góra (siège de la powiat et de la diétine régionale).
La gmina couvre une superficie de 102,55 kilomètres carrés pour une population de 3 387 habitants en 2006. (3 374 habitants en 2011).

## Histoire
De 1975 à 1998, la gmina est attachée administrativement à la voïvodie de Zielona Góra.

Depuis 1999, elle fait partie de la voïvodie de Lubusz.

## Géographie
La gmina inclut les villages et localités de :

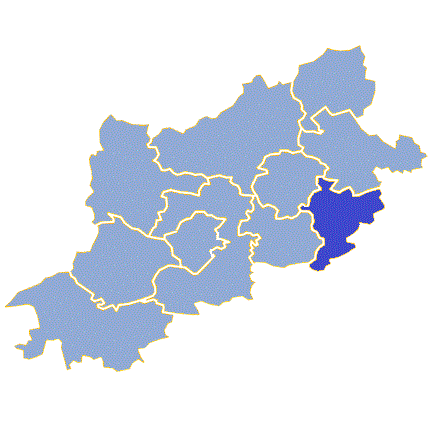
Plan de la gmina

- Bełcze
- Bojadła
- Karczemka
- Kartno
- Klenica
- Kliniczki
- Młynkowo
- Pólko
- Przewóz
- Pyrnik
- Siadcza
- Sosnówka
- Susłów
- Wirówek

### Gminy voisines
La gmina de Bojadła est voisine des gminy suivantes :
- Kargowa
- Kolsko
- Nowa Sól
- Otyń
- Trzebiechów
- Zabór

## Structure du terrain
D'après les données de 2002, la superficie de la commune de Bojadła est de 102,55 kilomètres carrés, répartis comme telle :
- terres agricoles : 42%
- forêts : 49%

La commune représente 6,53% de la superficie du powiat.

## Démographie
Données du 30 juin 2004:
| Description        | Total  | Total | Femmes | Femmes | Hommes | Hommes |
| ------------------ | ------ | ----- | ------ | ------ | ------ | ------ |
| Unité              | Nombre | %     | Nombre | %      | Nombre | %      |
| Population         | 3 378  | 100   | 1 697  | 50,2   | 1 681  | 49,8   |
| Densité (hab./km²) | 32,9   | 32,9  | 16,5   | 16,5   | 16,4   | 16,4   |